# Força Operária (França)
Força Operária (em francês, Force ouvrière, FO; oficialmente Confédération générale du travail-Force ouvrière, CGT-FO) é uma confederação sindical francesa, criada em 1947. É a terceira mais importante do país, depois da CGT e da CFDT.
No período 2005-2006, a FO obteve 12,7% dos votos nas eleições profissionais  e 15,81% nas eleições para o Conseil de prud'hommes de 2008..
A FO é membro da Confederação Sindical Internacional (CSI).